# جهش نقطه‌ای

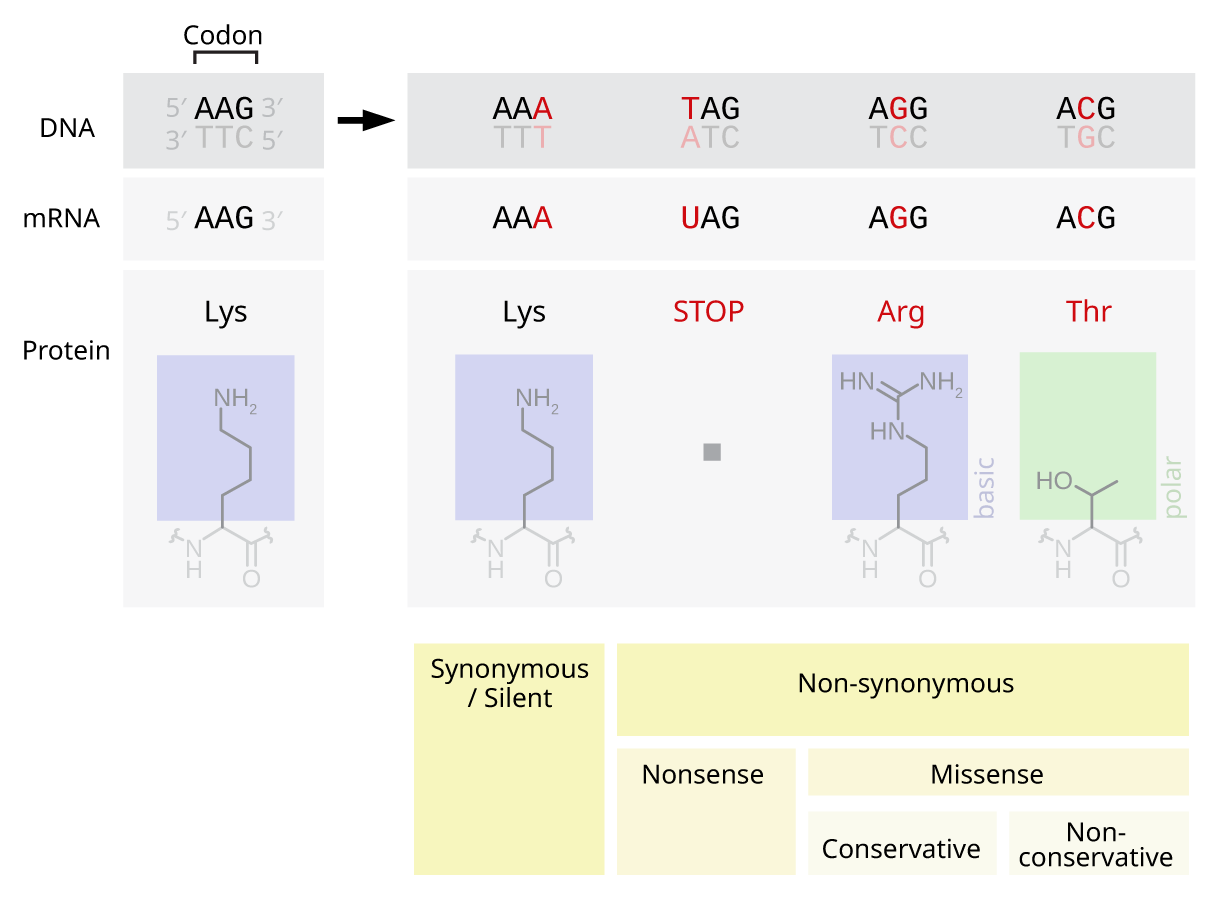
تصویری از سه نوع «جهش نقطه‌ای» در یک کدون.

تصویری شماتیک از یک مولکول تک‌رشته‌ایِ آران‌ای که در آن، تعدادی کدون متشکل از سه باز دیده می‌شود. هر سه عدد از این بازها، در هنگام ساخت پروتئین، مسئولِ ساختِ یک اسید آمینه است. هرگاه بر اثر جهش نقطه‌ای، یکی از این کدون‌ها تغییر کند، محصول نهایی پروتئینی هم تغییر خواهد کرد.

جهش نقطه‌ای یا «تغییر و تبدیل یک باز» که در برخی منابع فارسی از عبارت «جهش کوچک» هم برای توصیفِ آن استفاده شده، به نوعی جهش ژنتیکی می‌گویند که طی آن، «تنها یک باز نوکلئوتیدی» در محتوای ژنتیکی، آران‌ای یا دی‌ان‌ای «جابجا»، «اضافه» یا «حذف» شود. یادآوری می‌گردد که جهش دگرقالب جهشی است که طی آن، «یک جفت باز» اضافه یا حذف شود. فردی که دچار این جهش شده باشد، «جهش‌یافتهٔ نقطه‌ای» نامیده می‌شود. اگر جهش‌های نقطه‌ای دائماً تکرار شوند، به آنها «جهش نقطه‌ای مکرر» می‌گویند.